# زمارا

اپیروس در دوران باستان

زماراتا یا زمارا(یونانی باستان: Zμαράθα) یک شهر یونانی باستانی بود که در منطقه اپیروس واقع شده بود.